# Gammarus acherondytes
Espèce
Synonymes
- Gammarus acheronytes Hubricht & Mackin, 1940 [orth. erronée]

Statut de conservation UICN

 EN B1ab(ii)+2ab(ii) : En danger
Gammarus acherondytes, communément appelé Illinois Cave Amphipod par les anglophones, est une espèce de crustacés (Malacostraca), amphipodes de la famille des gammaridés qui vit en Amérique du Nord et qui est classé par l'UICN dans les espèces menacées de disparition.

Cet animal n'a été découvert qu'en 1938 et décrit comme une nouvelle espèce en 1940.

## Habitat et aire de répartition
Cette espèce ne se produit que dans les ruisseaux souterrains de cette région. C'est une espèce endémique de grottes et rivières souterraines karstiques du sud-ouest de l'Illinois.
Cette espèce n'était connue que dans six grottes du Comté de Monroe (Illinois) et du Comté de Saint Clair (Illinois) et en particulier dans une zone classée dite « Illinois Caverns State Natural Area (en) ». On ignore si ces grottes sont interconnectées, ou s'il s'agissait de sous-populations distinctes d'une métapopulations des cavernes de cette région.
L'espèce semble en forte régression. Un inventaire fait en 1995 n'a permis de retrouver l'espèce que dans trois de ces sites, et dans un autre site difficile d'accès. Il est possible qu'elle soit aujourd'hui éteinte. Le statut de cette espèce était considéré comme incertain en 1994 par Groombridge. Baillie et Groombridge l'ont considérée comme probablement éteinte en 1996 selon l'UICN

## Menaces
La principale menace pour l'espèce est la contamination des eaux souterraines par des polluants venus de la surface (en particulier des pesticides, d'autres toxiques ou d'éventuels perturbateurs endocriniens).